# Leptotarsus tricinctus
Leptotarsus tricinctus är en tvåvingeart som först beskrevs av Walker 1848.  Leptotarsus tricinctus ingår i släktet Leptotarsus och familjen storharkrankar. Inga underarter finns listade i Catalogue of Life.